# روبن كاستيلو
روبن كاستيلو (بالإنجليزية: Ruben Castillo)‏ هو قاضي ومحامي أمريكي، ولد في 12 أغسطس 1954 في شيكاغو في الولايات المتحدة.